# Орнета (гміна)
Гмі́на Орне́та (пол. Gmina Orneta) — місько-сільська гміна у північній Польщі. Належить до Лідзбарського повіту Вармінсько-Мазурського воєводства.
Станом на 31 грудня 2011 у гміні проживало 12600 осіб.

## Територія
Згідно з даними за 2007 рік площа гміни становила 244.13 км², у тому числі:
- орні землі: 56.00%
- ліси: 31.00%

Таким чином, площа гміни становить 26.41% площі повіту.

## Населення
Станом на 31 грудня 2011:
| Опис     | Загалом | Загалом | Чоловіки | Чоловіки | Жінки | Жінки |
| -------- | ------- | ------- | -------- | -------- | ----- | ----- |
| одиниця  | осіб    | %       | осіб     | %        | осіб  | %     |
| все      | 12600   | 100     | 6143     | 48.75    | 6457  | 51.25 |
| міське   | 9185    | 100     | 4383     | 47.72    | 4802  | 52.28 |
| сільське | 3415    | 100     | 1760     | 51.54    | 1655  | 48.46 |

## Сусідні гміни
Гміна Орнета межує з такими гмінами: Вільчента, Ґодково, Лідзбарк-Вармінський, Любоміно, Мілаково, Пененжно, Плоскіня.